# 80. østlige længdekreds
Den 80. østlige længdekreds (eller 80 grader østlig længde) er en længdekreds, der ligger 80 grader øst for nulmeridianen. Den løber gennem Ishavet, Asien, det Indiske Ocean, det Sydlige Ishav og Antarktis.